# Cung điện Cách mạng
Cung điện Cách mạng (tiếng Tây Ban Nha: Palacio de la Revolución) là tòa nhà chính tọa lạc ở thủ đô La Habana của Cuba nằm trong khuôn viên Quảng trường Cách mạng, đóng vai trò là trụ sở của chính phủ Cuba và Bí thư thứ nhất Đảng Cộng sản Cuba.

## Lịch sử
Tổng thống lúc bấy giờ là Carlos Prío Socarrás đã ra lệnh xây dựng cung điện này vào năm 1943. Đây là trụ sở của Tòa án Tối cao và Tổng Chưởng lý. Tòa nhà do kiến trúc sư Pérez Benoita thiết kế vào năm 1943, và việc xây dựng bắt đầu một thập kỷ sau dưới sự chỉ đạo của Max Borges, kết thúc vào năm 1957. Sau đó, nhà độc tài Fulgencio Batista đã cho bổ sung thêm dự án quảng trường dân sự vào tòa nhà này mà ngày nay chính là Quảng trường Cách mạng.
Từ năm 1964 đến năm 1965, kiến trúc sư nổi tiếng người Cuba Antonio Quintana Simonetti đã tiến hành cải tạo tòa nhà này để phù hợp với Cung điện Cách mạng hiện tại. Kể từ năm 1965, chính quyền cách mạng do Fidel Castro lãnh đạo đã ra lệnh di dời trụ sở chính phủ đến Cung điện Cách mạng.

## Chức năng

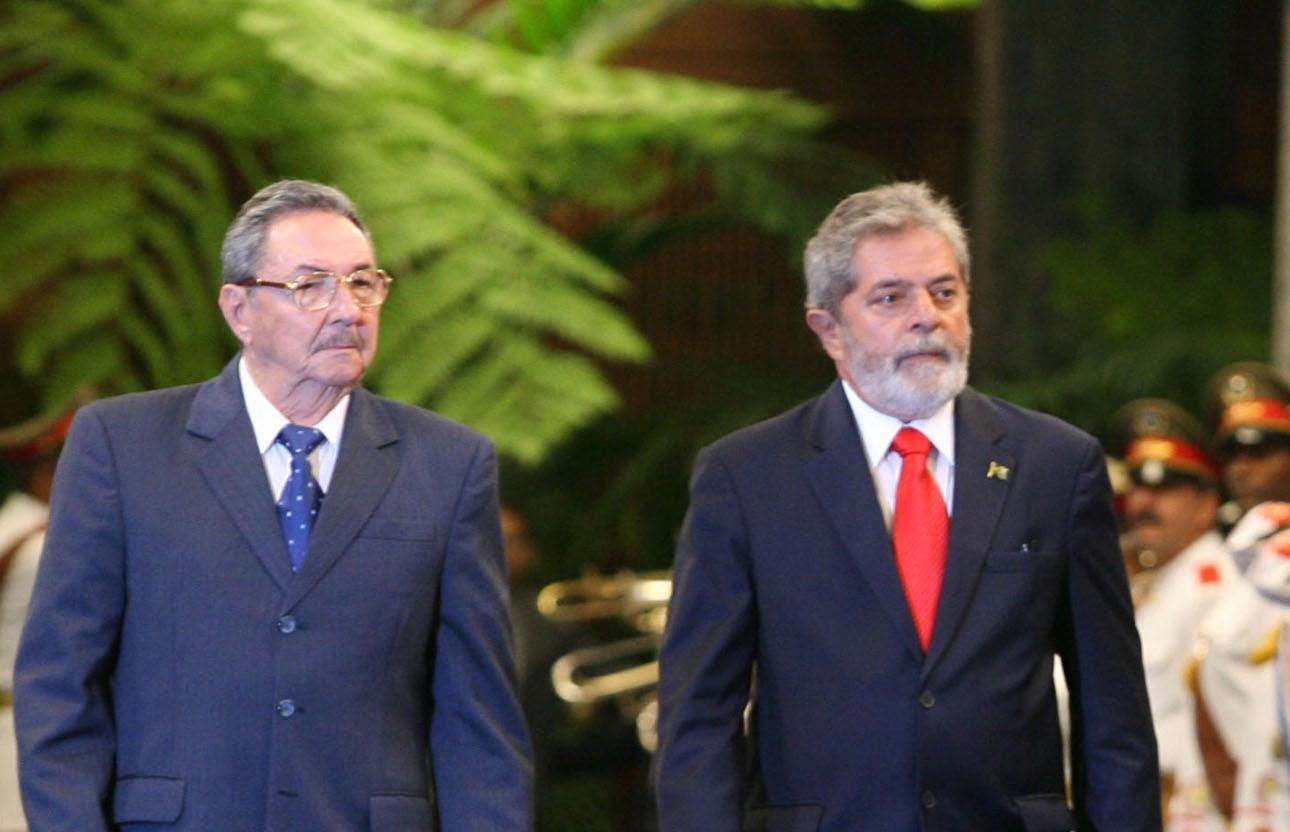
Lễ đón tiếp nồng hậu Tổng thống Brasil Luiz Inácio Lula da Silva tại Sảnh Dương xỉ, nằm trong Cung điện Cách mạng.

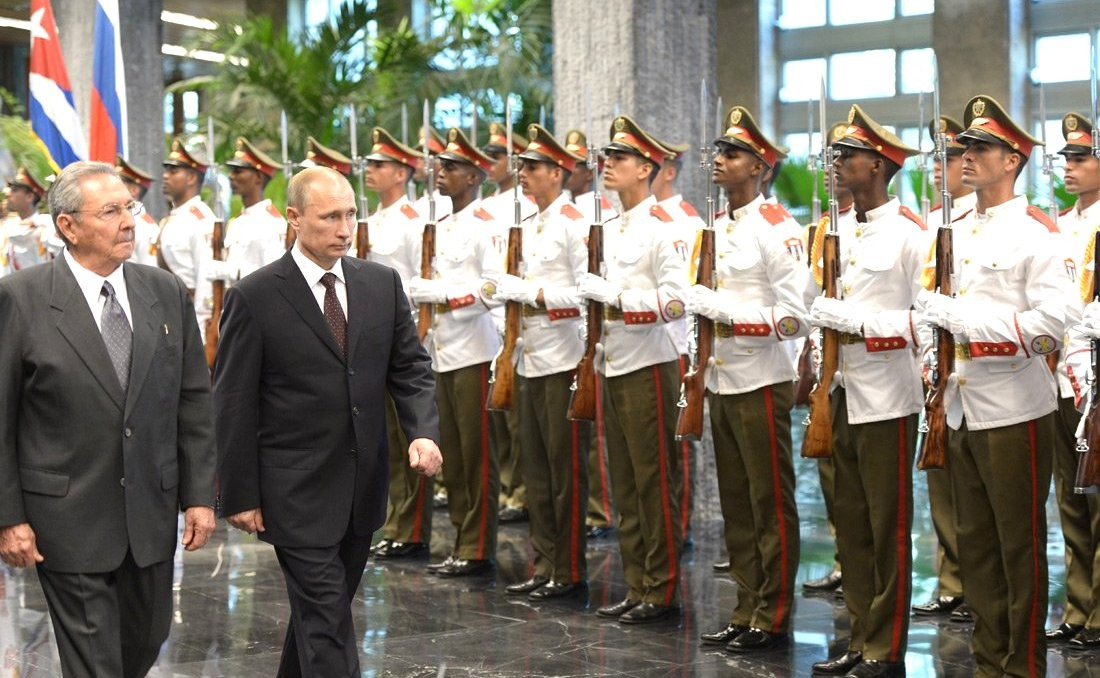
Vladimir Putin đang duyệt đội danh dự của Quân đội Cuba tại Cung điện Cách mạng ở La Habana.

Tòa nhà này được chia thành ba khu vực, khu vực đầu tiên là văn phòng Hội đồng Bộ trưởng. Khu vực thứ hai là trụ sở Hội đồng Nhà nước và văn phòng Chủ tịch và Phó Chủ tịch thứ nhất. Khu vực cuối cùng là văn phòng Ban Chấp hành Trung ương Đảng Cộng sản Cuba.

### Hội trường
- Sảnh Dương xỉ - Được đặt tên theo số lượng lớn cây dương xỉ xung quanh. Đây là nơi Chủ tịch nước Cuba tiếp đón các nhà lãnh đạo quốc tế đến thăm đất nước.[4]
- Phủ Chủ tịch
- Hội trường Nhà hát
- Bệnh viện Chính phủ